# Denver Nuggets 1984-1985
La stagione 1984-85 dei Denver Nuggets fu la 9ª nella NBA per la franchigia.
I Denver Nuggets vinsero la Midwest Division della Western Conference con un record di 52-30. Nei play-off vinsero il primo turno con i San Antonio Spurs (3-2), la semifinale di conference con gli Utah Jazz (4-1), perdendo poi la finale di conference con i Los Angeles Lakers (4-1).

## Roster
| N° | Naz.                   | Ruolo | Sportivo      | Anno | Alt. | Peso |
| -- | ---------------------- | ----- | ------------- | ---- | ---- | ---- |
| 2  | Stati Uniti (bandiera) | A     | Alex English  | 1954 | 201  | 86   |
| 5  | Stati Uniti (bandiera) | G     | Mike Evans    | 1955 | 185  | 77   |
| 10 | Stati Uniti (bandiera) | G     | Willie White  | 1962 | 191  | 88   |
| 12 | Stati Uniti (bandiera) | G     | Fat Lever     | 1960 | 191  | 77   |
| 20 | Stati Uniti (bandiera) | GA    | Elston Turner | 1959 | 196  | 86   |
| 23 | Stati Uniti (bandiera) | GA    | T.R. Dunn     | 1955 | 193  | 87   |
| 24 | Stati Uniti (bandiera) | GA    | Bill Hanzlik  | 1957 | 201  | 84   |
| 33 | Stati Uniti (bandiera) | A     | Calvin Natt   | 1957 | 198  | 100  |
| 34 | Stati Uniti (bandiera) | AC    | Danny Schayes | 1959 | 211  | 107  |
| 42 | Stati Uniti (bandiera) | AC    | Wayne Cooper  | 1956 | 208  | 100  |
| 44 | Stati Uniti (bandiera) | AC    | Dan Issel     | 1948 | 206  | 107  |
| 50 | Stati Uniti (bandiera) | A     | Joe Kopicki   | 1960 | 206  | 109  |

## Staff tecnico
- Allenatore: Doug Moe
- Vice-allenatore: Allan Bristow